# Chiesa di San Michele Arcangelo (Cetona)
La chiesa di San Michele Arcangelo è una chiesa cattolica di Cetona.

## Descrizione
Fu fondata nel 1155, e ampliata ed arricchita con l'aggiunta della sagrestia nel 1614. Niente rimane dell'antica struttura e oggi l'edificio presenta forme barocche e una facciata incompiuta in parte intonacata e in parte in pietra.
Vi si accede da una breve scalinata, l'interno è a tre navate con tetto a capriate, quattro altari laterali e due cappelle nel presbiterio. Sul primo altare laterale a destra è la statua di San Michele Arcangelo con la spada in mano. Nella prima cappella a Dx statua della Madonna con il bambino in braccio di scuola umbra del XIV secolo. È conservata inoltre nel secondo altare a destra una tela con la Madonna e santi di scuola senese della seconda metà del XVI secolo.
Il fonte battesimale in travertino risale al 1938.